# Estonie aux Jeux olympiques d'hiver de 2022
L'Estonie participe aux Jeux olympiques d'hiver de 2022 à Pékin en Chine. Il s'agit de sa 11e participation à des Jeux d'hiver.

## Athlètes engagés
| Sport               | Hommes | Femmes | Total |
| ------------------- | ------ | ------ | ----- |
| Biathlon            | 4      | 4      | 8     |
| Combiné nordique    | 1      | -      | 1     |
| Patinage artistique | 1      | 1      | 2     |
| Patinage de vitesse | 1      | 0      | 1     |
| Saut à ski          | 2      | 0      | 2     |
| Ski acrobatique     | 0      | 1      | 1     |
| Ski alpin           | 1      | 1      | 2     |
| Ski de fond         | 4      | 5      | 9     |
| Total               | 14     | 12     | 26    |

## Médaillés
| Sport           | Discipline        | Athlète(s)    | Performance  | Date       |
| --------------- | ----------------- | ------------- | ------------ | ---------- |
| Ski acrobatique | Slopestyle femmes | Kelly Sildaru | 82,06 points | 15 février |

## Résultats

### Biathlon
| Kalev Ermits  | 57 min 21 s 3 | 6 (2+2+0+2) | 78e | 27 min 46 s 4 | 4 (2+2) | 88e | -             | -           | -   |
| Raido Ränkel  | 56 min 32 s 4 | 5 (0+2+1+2) | 73e | 26 min 39 s 1 | 2 (0+2) | 51e | 46 min 23 s 1 | 6 (1+1+2+2) | 47e |
| Kristo Siimer | 55 min 32 s 7 | 3 (0+0+1+2) | 60e | 27 min 6 s 6  | 1 (1+0) | 70e | -             | -           | -   |
| Rene Zahkna   | 56 min 6 s    | 3 (0+0+1+2) | 68e | 26 min 37 s 9 | 1 (0+1) | 80e | 46 min 54 s   | 3 (0+0+2+1) | 50e |

| Susan Külm       | 54 min 17 s   | 6 (2+2+1+1) | 82e | 23 min 15 s 3 | 1 (0+1) | 44e | 40 min 57 s 3 | 3 (1+1+1+0) | 45e     |
| Regina Oja       | 53 min 53 s 7 | 7 (4+0+2+1) | 79e | 23 min 15 s 3 | 2 (1+1) | 44e | 41 min 14 s 5 | 5 (3+1+0+1) | 50e     |
| Johanna Talihärm | 51 min 59 s 5 | 3 (0+1+1+1) | 66e | 23 min 13 s 3 | 0 (0+0) | 43e | Forfait       | Forfait     | Forfait |
| Tuuli Tomingas   | 49 min 20 s 3 | 4 (0+1+1+2) | 43e | 22 min 49 s 2 | 2 (1+1) | 33e | 41 min 12 s 2 | 7 (0+2+3+2) | 49e     |

| Athlètes                                              | Épreuve | Temps               | Pénalité            | Rang |
| ----------------------------------------------------- | ------- | ------------------- | ------------------- | ---- |
| Rene Zahkna Kristo Siimer Kalev Ermits Raido Ränkel   | Hommes  | 1 h 26 min 3 s 6    | 2+12                | 15e  |
| Susan Külm Regina Oja Johanna Talihärm Tuuli Tomingas | Femmes  | Ont concédé un tour | Ont concédé un tour | 15e  |
| Regina Oja Kristo Siimer Tuuli Tomingas Rene Zahkna   | Mixte   | 1 h 11 min 56 s 5   | 1+14                | 16e  |

### Combiné nordique
| Athlète        | Épreuve         | Saut à ski | Saut à ski | Saut à ski | Ski de fond   | Ski de fond | Total         | Total |
| Athlète        | Épreuve         | Distance   | Points     | Rang       | Temps         | Rang        | Temps         | Rang  |
| -------------- | --------------- | ---------- | ---------- | ---------- | ------------- | ----------- | ------------- | ----- |
| Kristjan Ilves | Grand tremplin, | 140,0 m    | 128,7      | 2e         | 27 min 29 s 5 | 29e         | 28 min 13 s 5 | 9e    |

### Patinage artistique
| Athlète           | Épreuve           | Programme court Danse originale | Programme court Danse originale | Programme libre Danse libre | Programme libre Danse libre | Total   | Total   |
| Athlète           | Épreuve           | Points                          | Rang                            | Points                      | Rang                        | Points  | Rang    |
| ----------------- | ----------------- | ------------------------------- | ------------------------------- | --------------------------- | --------------------------- | ------- | ------- |
| Aleksandr Selevko | Individuel hommes | 65,29                           | 28e                             | Éliminé                     | Éliminé                     | Éliminé | Éliminé |
| Eva-Lotta Kiibus  | Individuel femmes | 59,55                           | 21e                             | 112,20                      | 20e                         | 171,75  | 21e     |

### Patinage de vitesse
| Athlète     | 500 mètres | 500 mètres |              | 1 000 mètres | 1 000 mètres |
| Athlète     | Temps      | Rang       | Temps        | Rang         |              |
| ----------- | ---------- | ---------- | ------------ | ------------ | ------------ |
| Marten Liiv | 35 s 26    | 24e        | 1 min 8 s 65 | 7e           |              |

### Saut à ski
| Athlète       | Épreuve                   | Qualification | Qualification | Qualification | Finale   | Finale   | Finale   | Finale   | Finale  | Finale  | Finale  | Finale  |
| Athlète       | Épreuve                   | Qualification | Qualification | Qualification | 1er saut | 1er saut | 1er saut | 2e saut  | 2e saut | 2e saut | Total   | Total   |
| Athlète       | Épreuve                   | Distance      | Points        | Rang          | Distance | Points   | Rang     | Distance | Points  | Rang    | Points  | Rang    |
| ------------- | ------------------------- | ------------- | ------------- | ------------- | -------- | -------- | -------- | -------- | ------- | ------- | ------- | ------- |
| Artti Aigro   | Hommes (tremplin normal), | 86,0 m        | 80,0          | 33e           | 97,0 m   | 116,7    | 34e      | Éliminé  | Éliminé | Éliminé | Éliminé | Éliminé |
| Kevin Maltsev | Hommes (tremplin normal), | 89,5 m        | 80,2          | 32e           | 96,5 m   | 112,5    | 40e      | Éliminé  | Éliminé | Éliminé | Éliminé | Éliminé |
| Artti Aigro   | Hommes (grand tremplin),  | 117,0 m       | 102,0         | 31e           | 130,0 m  | 121,4    | 29e      | 127,5 m  | 117,9   | 28e     | 239,3   | 30e     |
| Kevin Maltsev | Hommes (grand tremplin),  | 113,0 m       | 94,3          | 41e           | 126,5 m  | 113,6    | 37e      | Éliminé  | Éliminé | Éliminé | Éliminé | Éliminé |

### Ski acrobatique
| Athlète       | Épreuve    | Qualification | Qualification | Qualification | Qualification | Qualification | Finale   | Finale   | Finale   | Finale   | Finale                              |
| Athlète       | Épreuve    | Course 1      | Course 2      | Course 3      | Meilleur      | Rang          | Course 1 | Course 2 | Course 3 | Meilleur | Rang                                |
| ------------- | ---------- | ------------- | ------------- | ------------- | ------------- | ------------- | -------- | -------- | -------- | -------- | ----------------------------------- |
| Kelly Sildaru | Big air    | 40,25         | 85,25         | 28,00         | 125,50        | 17e           | Éliminée | Éliminée | Éliminée | Éliminée | Éliminée                            |
| Kelly Sildaru | Half-pipe  | 87,50         | FF            | -             | 87,50         | 3e            | 80,25    | 87,00    | 85,00    | 87,00    | 4e                                  |
| Kelly Sildaru | Slopestyle | 80,96         | 86,15         | -             | 86,15         | 1re           | 82,06    | 46,71    | 78,75    | 82,06    | Médaille de bronze, Jeux olympiques |

### Ski alpin
| Athlète      | Épreuve      | 1re manche | 1re manche | 2e manche | 2e manche | Total   | Total   |
| Athlète      | Épreuve      | Temps      | Rang       | Temps     | Rang      | Temps   | Rang    |
| ------------ | ------------ | ---------- | ---------- | --------- | --------- | ------- | ------- |
| Tormis Laine | Slalom       | Abandon    | Abandon    | Éliminé   | Éliminé   | Éliminé | Éliminé |
| Tormis Laine | Slalom géant | Abandon    | Abandon    | Éliminé   | Éliminé   | Éliminé | Éliminé |

| Athlète           | Épreuve      | 1re manche   | 1re manche | 2e manche    | 2e manche | Finale        | Finale   |
| Athlète           | Épreuve      | Temps        | Rang       | Temps        | Rang      | Temps         | Rang     |
| ----------------- | ------------ | ------------ | ---------- | ------------ | --------- | ------------- | -------- |
| Katie Vesterstein | Slalom       | Abandon      | Abandon    | Éliminée     | Éliminée  | Éliminée      | Éliminée |
| Katie Vesterstein | Slalom géant | 1 min 5 s 39 | 43e        | 1 min 5 s 05 | 34e       | 2 min 10 s 44 | 35e      |

### Ski de fond
| Athlète                                                | Épreuve                   | Classique    | Classique   | Libre        | Libre       | Total               | Total |
| Athlète                                                | Épreuve                   | Temps        | Rang        | Temps        | Rang        | Temps               | Rang  |
| ------------------------------------------------------ | ------------------------- | ------------ | ----------- | ------------ | ----------- | ------------------- | ----- |
| Alvar Johannes Alev                                    | Skiathlon (15 km + 15 km) | 42 min 8 s 8 | 36e         | 41 min 8 s 3 | 38e         | 1 h 23 min 50 s 5   | 33e   |
| Alvar Johannes Alev                                    | 50 km libre 30 km libre   | Non disputé  | Non disputé | Non disputé  | Non disputé | 1 h 16 min 28 s 4   | 36e   |
| Alvar Johannes Alev                                    | 15 km classique           | Non disputé  | Non disputé | Non disputé  | Non disputé | 41 min 12 s 5       | 35e   |
| Martin Himma                                           | 15 km classique           | Non disputé  | Non disputé | Non disputé  | Non disputé | 42 min 44 s 4       | 56e   |
| Henri Roos                                             | 15 km classique           | Non disputé  | Non disputé | Non disputé  | Non disputé | 44 min 17 s 8       | 70e   |
| Alvar Johannes Alev Martin Himma Marko Kilp Henri Roos | Relais 4 × 10 km          | Non disputé  | Non disputé | Non disputé  | Non disputé | Ont concédé un tour | 15e   |

| Athlète                                                 | Épreuve                     | Classique     | Classique   | Libre         | Libre       | Total            | Total |
| Athlète                                                 | Épreuve                     | Temps         | Rang        | Temps         | Rang        | Temps            | Rang  |
| ------------------------------------------------------- | --------------------------- | ------------- | ----------- | ------------- | ----------- | ---------------- | ----- |
| Kaidy Kaasiku                                           | Skiathlon (7,5 km + 7,5 km) | 27 min 2 s 9  | 55e         | 24 min 32 s 7 | 51e         | 52 min 12 s 6    | 54e   |
| Keidy Kaasiku                                           | Skiathlon (7,5 km + 7,5 km) | 25 min 40 s 7 | 47e         | 23 min 23 s 9 | 26e         | 49 min 40 s 7    | 39e   |
| Kaidy Kaasiku                                           | 10 km classique             | Non disputé   | Non disputé | Non disputé   | Non disputé | 33 min 50 s 7    | 70e   |
| Keidy Kaasiku                                           | 10 km classique             | Non disputé   | Non disputé | Non disputé   | Non disputé | 32 min 55 s 4    | 60e   |
| Aveli Uustalu                                           | 10 km classique             | Non disputé   | Non disputé | Non disputé   | Non disputé | 35 min 46 s 2    | 80e   |
| Kaidy Kaasiku Merlii Mariel Keidy Kaasiku Aveli Uustalu | Relais 4 × 5 km             | Non disputé   | Non disputé | Non disputé   | Non disputé | 1 h 1 min 18 s 9 | 16e   |

| Athlète                     | Épreuve            | Qualification | Qualification | Quart de finale | Quart de finale | Demi-finale    | Demi-finale | Finale    | Finale   |
| Athlète                     | Épreuve            | Temps         | Rang          | Temps           | Rang            | Temps          | Rang        | Temps     | Rang     |
| --------------------------- | ------------------ | ------------- | ------------- | --------------- | --------------- | -------------- | ----------- | --------- | -------- |
| Martin Himma                | Individuel hommes  | 3 min 0 s 07  | 48e           | Éliminé         | Éliminé         | Éliminé        | Éliminé     | Éliminé   | Éliminé  |
| Marko Kilp                  | Individuel hommes  | 2 min 58 s 95 | 45e           | Éliminé         | Éliminé         | Éliminé        | Éliminé     | Éliminé   | Éliminé  |
| Henri Roos                  | Individuel hommes  | 2 min 57 s 15 | 41e           | Éliminé         | Éliminé         | Éliminé        | Éliminé     | Éliminé   | Éliminé  |
| Martin Himma Henri Roos     | Par équipes hommes | Non disputé   | Non disputé   | Non disputé     | Non disputé     | 20 min 24 s 29 | 5e          | Éliminés  | 11e      |
| Kaidy Kaasiku               | Individuel femmes  | 3 min 31 s 54 | 48e           | Éliminée        | Éliminée        | Éliminée       | Éliminée    | Éliminée  | Éliminée |
| Keidy Kaasiku               | Individuel femmes  | 3 min 36 s 82 | 62e           | Éliminée        | Éliminée        | Éliminée       | Éliminée    | Éliminée  | Éliminée |
| Mariel Merlii               | Individuel femmes  | 3 min 27 s 71 | 41e           | Éliminée        | Éliminée        | Éliminée       | Éliminée    | Éliminée  | Éliminée |
| Aveli Uustalu               | Individuel femmes  | 3 min 37 s 10 | 64e           | Éliminée        | Éliminée        | Éliminée       | Éliminée    | Éliminée  | Éliminée |
| Keidy Kaasiku Mariel Merlii | Par équipes femmes | Non disputé   | Non disputé   | Non disputé     | Non disputé     | 24 min 47 s 51 | 9e          | Éliminées | 17e      |